# Tribalus ratti
Tribalus ratti är en skalbaggsart som beskrevs av Vienna 1993. Tribalus ratti ingår i släktet Tribalus och familjen stumpbaggar. Inga underarter finns listade i Catalogue of Life.